# Lesůňky
Lesůňky település Csehországban, a Třebíči járásban. Lesůňky Šebkovice, Dolní Lažany, Jaroměřice nad Rokytnou és Horní Újezd településekkel határos. Lakosainak száma 83 fő (2024. január 1.).

## Népesség
A település lakosságának változását az alábbi diagram mutatja:
| Lakosok száma | 202  | 213  | 208  | 157  | 124  | 96   | 87   | 83   | 77   | 83   |
|               | 1869 | 1900 | 1921 | 1961 | 1980 | 2011 | 2016 | 2019 | 2021 | 2024 |